# アーヴィング対ペンギンブックス・リップシュタット事件
アーヴィング対ペンギンブックス・リップシュタット事件（アーヴィングたいペンギンブックス・リップシュタットじけん、英:Irving v Penguin Books and Lipstadt）は、イギリス人作家デイヴィッド・アーヴィングがアメリカ人歴史学者デボラ・E・リップシュタットと出版社ペンギンブックスを訴えたイギリスの裁判。アーヴィングは、リップシュタットが著書の中で彼をホロコースト否認論者と呼び中傷していると主張した。イギリス高等法院は、アーヴィングがわざと歴史的証拠を歪めたとするリップシュタットの主張が相当程度に真実（substantially true）であるとして、名誉毀損法（English defamation law）とホロコースト否認に関わるアーヴィングの主張は正当でないと判断した。
この裁判は、ホロコーストの有無を争う裁判だと思われる事が多いが、裁判長が「ドイツのナチス政権下で何が起こり、何が起こらなかったかについて事実認定を行うことは、裁判官としての私の職務の一部ではないと考えている。（I do not regard it as being any part of my function as the trial judge to make findings of fact as to what did and what did not occur during the Nazi regime in Germany.） 」と述べているように、名誉毀損を争うものでホロコーストの有無を争う裁判では無かった。

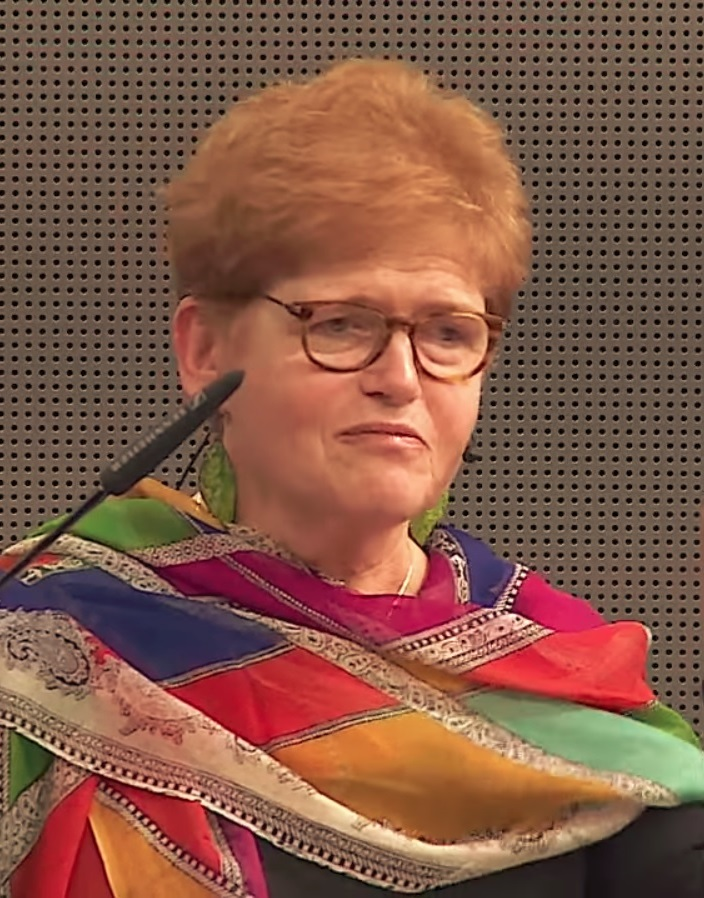
デボラ・リップシュタット

## 発端
1993年、フリープレス社がデボラ・E・リップシュタットの著作『ホロコーストの否定：真実と記憶への増大する攻撃』（英:Denying the Holocaust: the Growing Assault on Truth and Memory）を出版。この本の中で彼女はホロコースト否認の現象を描写、非難し、主要な否認論者の一人としてデイヴィッド・アーヴィングに言及した。後にアーヴィングが異議を唱えた文章の一つは次のようなものだった。
アーヴィングはホロコースト否認論の最も危険なスポークスマンの一人だ。彼は歴史的な証拠に精通してはいるが、それを自分の思想的傾向と政治的路線に一致するよう歪曲している。彼はイギリスの著しい衰退がドイツとの戦争を決定したことによって加速されたと確信しており、的確な情報を伝えつつそれを彼自身の結論に一致させることにかけては非常に達者だ。彼の近著『チャーチルの戦争』（英:Churchill's War）に対するニューヨーク・レビュー・オブ・ブックスの書評は、証拠のダブルスタンダードを適用する彼の試みを正確に分析した。彼はドイツが犯した罪の証明のことになると「完全に証拠書類に基づく証明」を要求するが、一方で連合国を非難するときには高度に状況的な証拠に依存している。この的確な描写はアーヴィングだけの戦術というわけではなく、ホロコースト否認論者一般に当てはまるものである。
1994年11月、アーヴィングはアトランタのデカルブ・カレッジ（後のジョージア・パリミター大学）で初めてリップシュタットと対面した。その時ちょうどリップシュタットはホロコースト否認論について講義している最中だった。アーヴィングは講堂で彼女の講義を聴いていたが、それが終わると、討論を挑みかけ、沢山の紙幣をはためかせて、「ヒトラーによるホロコーストの命令書を見つけることができた者には1,000ドルをやろう」と言ってリップシュタットを邪魔しようとした。彼は何度も討論に引きずりこもうとしたものの、彼女は彼を無視した。講義が終わった後、アーヴィングは「リップシュタットが討論を拒否し、1,000ドルの支払いを約束したにもかかわらずヒトラーのホロコースト命令書を提示しなかったことは、『ホロコーストの否定』における自分への批判が不当であることを証明している」と言って、彼女の聴講生たちに自身が書いたヘルマン・ゲーリングの伝記のコピーを配って回った。

### 名誉毀損訴訟
1996年9月5日、アーヴィングはリップシュタットの著書について名誉毀損の訴訟をイギリス裁判所に提起した。訴えはリップシュタットとペンギンブックス（著書の英国版はペンギングループのプラム社が出版していた）に対するものだった。また同時に彼は1996年4月21日にオブザーバー紙上に掲載された彼に関する記事「ヒトラーに傾倒するとき」（英:Spin Time for Hitler）が名誉毀損だとしてホロコースト歴史家のギッタ・セレニーも訴えたが、こちらは法廷には持ち込まれずに終わった。さらに1997年10月25日と28日の手紙の中でアーヴィングはアメリカの歴史学者ジョン・ルカーチに対し、もしもルカーチの著作『ヒトラーの歴史』（英:The Hitler of History）をアーヴィングの活動への痛烈な批判箇所を削除せずに出版すれば名誉毀損で訴えると脅した。『ヒトラーの歴史』の米国版は1997年に該当箇所を削除せず出版されたが、英国版の出版はアーヴィングの法的圧力によって2001年まで見送られることとなった。そしてこの英国版は出版社によってアーヴィングの歴史的手法への批判が含まれる文章が削除されていたため、多くの評者を失望させた。

リップシュタットは著書の中で、アーヴィングをホロコースト否認論者、捏造者、偏見の持ち主と呼び、現実の文書を巧みに操作し歪曲していると書いた。アーヴィングは、リップシュタットによってホロコースト否認論者という不当なレッテル張りをされ、証拠を捏造あるいはわざと誤った解釈をしたと不当に主張され、歴史家としての彼を中傷されたと主張した。著者のリップシュタットはアメリカ人であったが、アーヴィングはイギリスの高等法院に訴訟を提起した。アメリカ裁判所では名誉毀損の立証責任が原告側にあるが、イギリス裁判所では名誉毀損の立証責任は被告側にあった。彼がイギリスにおいて訴訟を提起できたのは、『ホロコーストの否定』がイギリスで出版されていたからだった（イギリス名誉毀損法はイングランドとウェールズにおいてなされる名誉毀損の疑いがある行為にしか適用されないため、1996年以前であれば、アーヴィングがリップシュタットを訴えるためにはアメリカにおいて法的措置を取る必要があった）。この事件を担当したチャールズ・グレイ判事は以下のように説明している。
……被告側の正当性を立証する責任は出版者にある。イギリス法において中傷的な言論は真実でないと推定される。これは出版された中傷的言論の全ての詳細な部分について真実であると証明する義務を被告に課すものではない。証明されなければならないのは原告に関して出版された中傷的な非難が相当程度に真実（substantial truth）だといえることである。

### 法的問題点
アーヴィングがイギリス裁判所への訴訟提起を決定したことは立証責任の転換という点で彼を優位にした。アメリカ名誉毀損法では、中傷されていると主張する公人が、問題の言論が中傷的であり、表現者が間違っており、表現者が真実性・虚偽性について現実的悪意（actual malice）か未必の故意（reckless disregard）を抱いていることを立証しなければならない。さらに、信頼できる情報源に依拠していることは（たとえ虚偽だと証明しても）被告にとって有効な防御となる。これとは対照的に、イギリス名誉毀損法は原告にその言論が中傷的であることを示すことしか要求していない。その言論が相当程度に真実（substantially true）あることを証明する立証責任は被告側に課されており、情報源に依拠していることは何の意味も持たない。
リップシュタットの著述は明らかに中傷的であり、被告側は自分たちが誤解されたとは主張することができなかった。したがって、もし被告側が著述の中傷的内容が真実であると証明できなかった場合、彼らは名誉毀損により有罪になることとなった。リップシュタットはそのような評決がアーヴィングの主張に正当性を与えることを恐れ、自身を弁護せずにはいられないと感じた。このような状況に至って、あるコメンテーターは、当初はアーヴィングが「無視されるかもしれない」との意見を出していたものの、後に「リップシュタットは法廷で自分を弁護するしかなくなった」と書いている。
被告側が立証に成功するためには、リップシュタットがアーヴィングに行った中傷的な主張の全てが相当程度に真実であると証明する必要があった。判事が理解した真実性を証明すべき主張内容は以下の通りだった。
1. アーヴィングはヒトラー一派の弁解者であり、ヒトラーの罪を免れさせヒトラーがユダヤ人に対して同情的であったかのように描写するという目的のために、証拠の歪曲、文書の操作と曲解、データの不当表示と証拠へのダブルスタンダードの適用を用いている。
2. アーヴィングはホロコースト否認論の最も危険なスポークスマンの一人であり、彼は数多くの場で、ナチスがユダヤ人抹殺の意図的な計画に従事していたことを否定し、そのようなユダヤ人抹殺遂行の手段としてアウシュビッツでナチスが毒ガス室を用いたというのはユダヤ人の欺瞞だと主張している。
3. アーヴィングはホロコーストの存在を否定する中で、証拠を誤って述べ、情報源を間違って引用し、統計を偽造し、情報の解釈を誤り、歴史的証拠を自身のネオ・ファシスト的な政治路線とイデオロギー的信条に合致するように捻じ曲げている。
4. アーヴィングはあらゆる過激かつ反ユダヤ主義的な団体代表あるいは個人と同盟しており、あるときにはテロ組織の代表が発言することになっている会議への出席に同意している。
5. アーヴィングは自らが結んだ契約に違反して許可なしにゲッベルスの日記のいくつかのマイクロフィルムを取り去り国外に輸送し、それによって資料を現実的な損傷の危険に晒した。
6. アーヴィングは歴史家としては信用に値しない。

### 訴訟準備
リップシュタットは今回の事件のためにイギリス人事務弁護士アンソニー・ジュリアスを雇った。ペンギンは法律事務所ダベンポート・ライアンズの名誉毀損専門家ケビン・ベイズとマーク・ベイトマンを雇った。また両者とも、名誉毀損専門の勅撰弁護士リチャード・ランプトンに弁護を依頼した。ペンギンはまた下級法廷弁護士としてヘザー・ロジャースを指導した。さらに、歴史家でありケンブリッジ大学の近代史の教授であるリチャード・Ｊ・エヴァンズを指導的な証人として雇った。エヴァンズはレポートを用意することと反対尋問を受けることを期待された。その他、アメリカ人ホロコースト歴史家クリストファー・ブラウニング、ドイツ人歴史家ペーター・ロングリヒ、オランダ人建築専門家ロバート＝ヤン・ヴァン・ペルト、そしてベルリン自由大学の政治学教授ハジョ・フンケが仕事にあたった。
彼らの法的戦略には３つの力点があった。
1. ホロコーストは起きたということの証拠を、毒ガス室の存在と使用、そしてユダヤ人抹殺のためヒトラーによって指示された組織的なナチスの計画を示す証拠に特に重点を置いて提供する。ゴールはホロコーストを証明することではなく、理性的で公正ないかなる歴史家もそれを疑えないだろうこと、アーヴィングはそれゆえ決して理性的でも公正でもありえないことを示すことだった。
2. アーヴィングの政治的な見方と、過激派やネオナチグループとの協力関係を文書で証明する。
3. アーヴィングが実際に歴史的記録を歪曲したのか調べる。

ヴァン・ペルト、ブラウニング、ロングリヒは１番目を担当し、フンケは２番目を示すレポートを書き、エヴァンズは３番目に着目した。
実際の法廷では、ヴァン・ペルトとエヴァンズの証言が最も堅固なものであると判明した。反対尋問の間にアーヴィングは、彼の学識に大変批判的なエヴァンズと、アウシュビッツ・ビルケナウに関するホロコースト否認論者の議論に事実上矛盾する証拠に大きく重点を置いたレポートを提出するヴァン・ペルトの双方について、効果的な攻撃を加えることができなかった。

## 訴訟経過

### 証言

#### エヴァンズ
エヴァンズと２人の助手はアーヴィングの活動に対する検証に２年以上を費やした。この調査によって、アーヴィングは歴史的証拠を自身の偏見を支持するかのように偽っていたことが判明した。エヴァンズはレポートと証言の中で、彼の見立てではアーヴィングは捏造された文書を情報源として故意に使用しており、そしてそのためアーヴィングは歴史家として認められないと示唆した。彼の結論は以下のようなものだった。
「（アーヴィングの）著書も、スピーチや記事も、一つの段落も、それらに含まれる一文でさえも、その歴史的題材の正確な表現としては何一つとして鵜呑みにできない。これらの全ては歴史としては完全に無価値である。なぜなら、いかなる箇所においても、彼が話したり書いたりしていることについて信頼性のある述べられ方がしているとは信じられないからだ。……我々が歴史家という言葉を、過去についての真実を発見して出来るだけ正確に表現しようと努める人という意味で使うとすれば、アーヴィングは歴史家ではない。」

#### ロングリヒ
ロングリヒは、「ユダヤ人問題の最終的解決」に関して戦争中にドイツ当局が使用したいくらか婉曲的な言語の意味を証明し、また1941年以降、「東方への再定住」（resettlement in the East）という言葉が絶滅収容所への追放を暗に意味していることを論じた。アーヴィングとのやり取りの間、ロングリヒは極めて堅固に、「再定住」という言葉が抹殺の婉曲表現でしかないと主張し、ドイツの絶滅政策の証拠としてヒムラーが1943年10月に行ったポズナン演説を用いた。これと対照的にアーヴィングは「東方への再定住」というフレーズの文字通りの解釈を論じた。

#### ブラウニング
証言と反対尋問の間、「ホロコーストの最終章がいつかは書かれなくてはならない」（ホロコーストの現実性を疑う段階にきているという含み）と提案するアーヴィングに対して、ブラウニングはこう返答した。「我々はいまだにローマ帝国に関するものを発見し続けている。歴史に最終章はない。」

#### ヴァン・ペルト
建築歴史家のロバート・ヤン・ヴァン・ペルトは被告側により専門家の証人として携わった。彼は700ページのレポートを用意し、その中でアウシュビッツにおける毒ガス室の存在を示す証拠を考察した。また彼は反対尋問において自身を弁護した。アーヴィングはアウシュビッツ・ビルケナウの工員に関するヴァン・ペルトの深い知識に足掻いた。ランプトンとヴァン・ペルトは、アウシュビッツへの旅行のなかでロジャース、ベイトマンと親密な関係になっており、アーヴィングの主張について数時間話して過ごしていた。ヴァン・ペルトはこの３人の法律家とデボラ・リップシュタットをビルケナウ周辺に連れていき、アーヴィングの主張がいかに間違っているかということと、物理的な配置について彼が犯している間違いを示した。彼は後にこのレポートを書籍にしている。

#### 原告
裁判において、アーヴィングは弁護を自分で行った。彼は代理を立てて証言するためにアメリカ人進化心理学者ケビン・Ｂ・マクドナルドを呼んだ。アーヴィングはアメリカ人歴史家アーノ・Ｊ・マイヤーによるある叙述を重要視した。マイヤーは（アーヴィングが非常に苦労して指摘したところでは）マルクス主義者であり、同時にナチスの人種理論によればユダヤ系とみなされているであろう人物だった。その叙述とは、マイヤーが1988年の著書「なぜ天空は暗くならなかったか？」（英:Why Did the Heavens Not Darken?）において、アウシュビッツで死んだほとんどの人々は殺害よりむしろ病気の犠牲であると述べたことだった。これに応えて、ペーター・ロングリヒはマイヤーが著書の中でホロコーストを否定してはいないこと、アウシュビッツにおける「自然でない」死因とは対照的に多くのユダヤ人が「自然な」死に方をしているとただ誤解しているだけだと論じた。
アーヴィングはまた外交史学者ドナルド・キャメロン・ワットと軍事史学者ジョン・キーガンを召喚した。両者はともに証人の依頼を一度断っており、証人席では非常に消極的だと思われた。アーヴィングが焦点を当てたのは、原告側の証拠やリップシュタットによる中傷の存否というより、むしろ主として彼の「表現の自由の権利」についてであった。最終弁論の中でアーヴィングは、自分が30年以上前から国際的な（大半はユダヤの）陰謀の犠牲者であると主張した。

## 判決
最終的に判事は、被告側の主張は2つを除くと全て証明に成功していると判示した。その2つとは、アーヴィングがモスクワの記録保管所と結んだ契約に違反しゲッベルスの日記の入ったガラスプレートを手荒く扱ったことと、アーヴィングがヒトラーの肖像画を自身の机の上に掲げたことである。しかしながら、判事は「真実であることが判明しているアーヴィングへの非難の数々」は、上記2つの主張が「アーヴィングの評判に対していかなる具体的な影響も与えない」だろうというだけの十分な重みを持っていると指摘した。判事は、小さな主張の証明失敗にもかかわらず防御は成功しうると定めた1952年名誉毀損法第5条に従いこのように決定した。

判事は事実認定を以下のように要約した。
アーヴィングは彼自身のイデオロギー的理由から、歴史的証拠を持続的かつ故意に間違って解釈し操作しており、同じ理由から、彼は主としてユダヤ人に対するヒトラーの態度や責任の面で、ヒトラーを不当に好意的な人物のように見せかけており、彼は積極的なホロコースト否認論者であり、反ユダヤ主義者、差別主義者であり、ネオ・ナチズムを推進する右翼の過激主義者たちと協力しており、……　したがって被告の立証は成功している……　その結果として被告を支持する判決が下されなければならないということになる。

### それ以外の判決について
- 法廷はアウシュヴィッツの従来の死亡者400万説は多過ぎであり、誤りであるとし、現実的には約100万人前後であろう。と指摘した。さらに、ジャン・クロード・プレサック（Jean-Claude Pressac）の63万説も引用して、さらに低い死亡者数である可能性も示唆した[36]。

Initial estimates, largely based on the capacity of the crematoria, ran as high as 4 million. 
As has been see the camp commandant, Hoss, gave varying estimates, ranging from 3 million to 1.1 million. 
However, analysis of the numbers of Jews transported to Auschwitz produced a lower estimate of around 1 million. 
Research carried out more recently, notably by Raul Hilberg and by Dr Piper of the Auschwitz Museum, has concluded that the true figure for the number of deaths at Auschwitz is in the region of 1.1 million of which the vast majority perished in the gas chambers. 
This figure has, according to the evidence of van Pelt and Longerich, been endorsed by the majority of serious, professional historians concerned in this field. 
The only significant exception is Jean-Claude Pressac, a French chemist and amateur historian, whose study concluded that the overall number of deaths was 630-710,000, of which 470-550,000 were gassed on arrival at the camp.
（アウシュヴィッツの）最初の火葬場の容量に基づいた見積もりでは、400万人であった。
アウシュヴィッツ収容所の最高責任者であるルドルフ・フェルディナント・ヘスが供述したように、300万人から110万人の範囲の様々な見積もりが出された。
しかし、アウシュヴィッツに移送されたユダヤ人の数を分析すると、約100万人という、かなり低い推定死亡者数が得られた。
最近行われた研究では、特にラウル・ヒルバーグとアウシュヴィッツ博物館のパイパー博士は、アウシュヴィッツでの本当の死亡者数は110万人前後であり、その大部分はガス室で死亡したと結論付けた。
この人数は、ヴァン・ペルトとロングリヒの証拠によると、真面目な専門分野の歴史家の大部分が支持している。

唯一の重要な例外は、フランスの化学者でアマチュア歴史家のジャン＝クロード・プレサックであり、彼の研究によると、総死者数は63万人から71万人であり、そのうち47万人から55万人が収容所に到着した時にガス処刑されたとしている。
- 法廷はアウシュヴィッツにはガス室が稼働してた事を示す物的証拠は、殆ど存在しないとした[37]。

The Defendants accept that the physical evidence remaining at the site of Auschwitz provides little evidence to support the claim that gas chambers were operated there for genocidal purposes. 
The explanation, according to the Defendants, is that, after the revelations in the Allied media concerning the gas chambers at the camp at Majdanek in late 1944, Himmler ordered the dismantling of the extermination installations in the crematoria at Auschwitz. 
（リップシュタット）被告らは、アウシュヴィッツには、ガス室が虐殺目的で稼働されていたという主張を裏付ける物的証拠が殆ど存在しない事を認めている。

 リップシュタットたちの説明によると、1944年後半に連合軍の報道がマイダネク収容所のガス室を世界に公表した為、ヒムラーがアウシュヴィッツの焼却棟のガス室の解体を命じた。としている。
- 裁判長を勤めたチャールズ・グレイ判事はアーヴィングが多くの一次資料を発見し、知識や実績を高く評価して、頭脳明晰であるとした[38]。

My assessment is that, as a military historian, Irving has much to commend him.
For his works of military history Irving has undertaken thorough and painstaking research into the archives. 
He has discovered and disclosed to historians and others many documents which, but for his efforts, might have remained unnoticed for years. 
It was plain from the way in which he conducted his case and dealt with a sustained and penetrating cross-examination that his knowledge of World War 2 is unparalleled. His mastery of the detail of the historical documents is remarkable.
He is beyond question able and intelligent. He was invariably quick to spot the significance of documents which he had not previously seen. 
Moreover he writes his military history in a clear and vivid style. 
私の評価では、軍事史家として、アーヴィングは称賛すべきものを多く持っている。
アーヴィングは、軍事史の著作の為に、資料の徹底した詳細な調査を行ってきた。 
彼は多くの一次資料を発見し、歴史家や多くの人々に公表したが、彼の努力がなければ何年も気付かれなかったであろう。
第二次世界大戦に関する彼の知識が比類のないものであることは、彼が鋭い反対尋問に対し持続的に対処した事からも明らかである。
歴史文書の詳細に対する彼の習熟度は驚くべきものがある。
彼は疑いなく優秀で頭が良い。
彼は発見されていなかった文書の重要性にいち早く気付いた。 

さらに、自分の著作を明快で生き生きとしたスタイルで書いている。

## その後

### 控訴
アーヴィングは控訴したものの、2001年7月20日、申請は却下された。

### 破産
裁判に敗れたことで、アーヴィングにはリップシュタットとペンギンに対し200万ポンドを超える支払義務が生じた。これにより、2002年に彼は破産宣告を受けた。

### 逮捕
2006年、アーヴィングはオーストリアで逮捕された。彼が1989年に行った演説が、ホロコーストの否定を禁じる同国の法に違反していたためであった。逮捕後、彼は抗弁においてホロコーストについての意見を変えたと主張し、「そのときはそのときの知識に基づいてああ言ったが、アイヒマンの関連書類に出会った1991年からは、そのようなことはもはや言っていないし、いまも言わないつもりだ。ナチスはたしかに数百万のユダヤ人を殺害した」と述べた。これについてリップシュタットは、「検閲が勝利しても嬉しくはないし、検閲を通じて戦いに勝つことなど信じない……ホロコースト否認論者と戦う方法は、歴史と真実に寄り添うことだ」とコメントしている。
2006年12月、アーヴィングは釈放され、オーストリアからイギリスへ帰国した。オーストリア政府は、アーヴィングの再入国を禁止した
。
2006年12月21日、帰国したアーヴィングは、「ホロコースト否定の主張をこれからも繰り返す。」と話し、「アウシュヴィッツなどの収容所で死亡した人の殆どは殺されたのでは無く、病気で亡くなった。」、「ドイツやオーストリアがホロコースト否定を禁止する法律を廃止するまで、彼らの商品をボイコットするべきだ。」と主張した
。
2009年9月5日、アーヴィングは「ホロコーストはプロパガンダであり、ナチスはユダヤ人絶滅を行わなかった。」と発言した。
2017年2月12日、アーヴィングはグラスゴーで行なった講演で、ヒトラーを擁護し、「ヒトラーはユダヤ人に危害を加えようとしておらず、常に反ユダヤ主義を止めようとしてた。」と主張した。